# Hypoestes
Hypoestes is een geslacht van planten uit de acanthusfamilie (Acanthaceae). De soorten komen voor in (sub)tropische delen van de Oude Wereld.

## Soorten
- Hypoestes acuminata Baker
- Hypoestes aldabrensis Baker
- Hypoestes andamanensis Thoth.
- Hypoestes angusta Benoist
- Hypoestes angustilabiata Benoist
- Hypoestes anisophylla Nees
- Hypoestes arachnopus Benoist
- Hypoestes aristata (Vahl) Sol. ex Roem. & Schult.
- Hypoestes bakeri Vatke
- Hypoestes betsiliensis S.Moore
- Hypoestes bojeriana Nees
- Hypoestes bosseri Benoist
- Hypoestes brachiata Baker
- Hypoestes calycina Benoist
- Hypoestes cancellata Nees
- Hypoestes canescens Hedrén & Thulin
- Hypoestes capitata Boivin ex Benoist
- Hypoestes carnosula Chiov.
- Hypoestes catatii Benoist
- Hypoestes caudata Benoist
- Hypoestes celebica Bremek.
- Hypoestes cephalotes Link
- Hypoestes cernua Nees
- Hypoestes chloroclada Baker
- Hypoestes chlorotricha (Bojer ex Nees) Benoist
- Hypoestes cinerascens Benoist
- Hypoestes cochlearia Benoist
- Hypoestes comorensis Baker
- Hypoestes comosa Benoist
- Hypoestes complanata Benoist
- Hypoestes confertiflora Merr.
- Hypoestes congestiflora Baker
- Hypoestes corymbosa Baker
- Hypoestes cruenta Benoist
- Hypoestes cumingiana (Nees) Fern.-Vill.
- Hypoestes decaisneana Nees
- Hypoestes decaryana Benoist
- Hypoestes diclipteroides Nees
- Hypoestes discreta S.Moore
- Hypoestes ecbolioides I.Darbysh.
- Hypoestes egena Benoist
- Hypoestes elegans Nees
- Hypoestes elliotii S.Moore
- Hypoestes erythrostachya Benoist
- Hypoestes fascicularis Nees
- Hypoestes fastuosa R.Br.
- Hypoestes flavescens Benoist
- Hypoestes flavovirens Benoist
- Hypoestes flexibilis Nees
- Hypoestes floribunda R.Br.
- Hypoestes forskaolii (Vahl) R.Br.
- Hypoestes glandulifera Scott Elliot
- Hypoestes gracilis Nees
- Hypoestes halconensis Merr.
- Hypoestes hastata Benoist
- Hypoestes hirsuta Nees
- Hypoestes humbertii Benoist
- Hypoestes humifusa Benoist
- Hypoestes incompta Scott Elliot
- Hypoestes inconspicua Balf.f.
- Hypoestes involucrata Roem. & Schult.
- Hypoestes isalensis Benoist
- Hypoestes jasminoides Baker
- Hypoestes juanensis Benoist
- Hypoestes kjellbergii Bremek.
- Hypoestes kuntzei C.B.Clarke ex Ridl.
- Hypoestes laeta Benoist
- Hypoestes lanata Dalzell
- Hypoestes larsenii Bremek.
- Hypoestes lasioclada Nees
- Hypoestes lasiostegia Nees
- Hypoestes leptostegia S.Moore
- Hypoestes longilabiata Scott Elliot
- Hypoestes longispica Benoist
- Hypoestes longituba Benoist
- Hypoestes loniceroides Baker
- Hypoestes macilenta Benoist
- Hypoestes maculosa Nees
- Hypoestes malaccensis Wight
- Hypoestes mangokiensis Benoist
- Hypoestes merrillii C.B.Clarke ex Elmer
- Hypoestes mindorensis Merr.
- Hypoestes mollior C.B.Clarke ex S.Moore
- Hypoestes mollissima (Vahl) Nees
- Hypoestes multispicata Benoist
- Hypoestes nummularifolia Baker
- Hypoestes obtusifolia Baker
- Hypoestes oppositiflora Benoist
- Hypoestes oxystegia Nees
- Hypoestes palawanensis C.B.Clarke
- Hypoestes parvula Benoist
- Hypoestes perrieri Benoist
- Hypoestes phyllostachya Baker
- Hypoestes poilanei Benoist
- Hypoestes poissonii Benoist
- Hypoestes polythyrsa Miq.
- Hypoestes populifolia Miq.
- Hypoestes potamophila Heine
- Hypoestes psilochlamys Bremek.
- Hypoestes pubescens Balf.f.
- Hypoestes pubiflora T.Anderson ex R.Baron
- Hypoestes pulchra Nees
- Hypoestes purpurea (L.) R.Br.
- Hypoestes radicans Deflers
- Hypoestes richardii Nees
- Hypoestes rodriguesiana Balf.f.
- Hypoestes rosea P.Beauv.
- Hypoestes saboureaui Benoist
- Hypoestes salajeriana Bremek.
- Hypoestes salensis Benoist
- Hypoestes saxicola Nees
- Hypoestes scoparia Benoist
- Hypoestes serpens (Vahl) R.Br.
- Hypoestes sessilifolia Baker
- Hypoestes setigera Benoist
- Hypoestes sparsiflora R.M.Barker
- Hypoestes spicata Nees
- Hypoestes stachyoides Baker
- Hypoestes stenoptera Benoist
- Hypoestes strobilifera S.Moore
- Hypoestes subcapitata C.B.Clarke
- Hypoestes taeniata Benoist
- Hypoestes tenuifolia Ridl.
- Hypoestes tenuis Merr.
- Hypoestes tetraptera Benoist
- Hypoestes teucrioides Nees
- Hypoestes teysmanniana Miq.
- Hypoestes thomsoniana Nees
- Hypoestes thothathrii Vasudeva Rao & Chakrab.
- Hypoestes transversa Benoist
- Hypoestes triflora (Forssk.) Roem. & Schult.
- Hypoestes tubiflora Benoist
- Hypoestes unilateralis Baker
- Hypoestes urophora Benoist
- Hypoestes vagabunda Benoist
- Hypoestes vidalii C.B.Clarke
- Hypoestes viguieri Benoist
- Hypoestes warpurioides Benoist

... · 
Acanthopsis · 
Acanthus · 
Achyrocalyx · 
Afrofittonia · 
Ambongia · 
Ancistranthus · 
Andrographis · 
Angkalanthus · 
Anisacanthus · 
Anisosepalum · 
Anisotes · 
Anomacanthus · 
Aphanosperma · 
Aphelandra · 
Ascotheca · 
Asystasia · 
Avicennia · 
Ballochia · 
Barleria · 
Barleriola · 
Blepharis · 
Borneacanthus · 
Boutonia · 
Brachystephanus · 
Bravaisia · 
Brillantaisia · 
Brunoniella · 
Calacanthus · 
Calycacanthus · 
Camarotea · 
Carlowrightia · 
Celerina · 
Cephalacanthus · 
Chalarothyrsus · 
Chamaeranthemum · 
Chileranthemum · 
Chlamydacanthus · 
Chlamydocardia · 
Chorisochora · 
Chroesthes · 
Clinacanthus · 
Clistax · 
Codonacanthus · 
Conocalyx · 
Cosmianthemum · 
Crabbea · 
Crossandra · 
Crossandrella · 
Cyclacanthus · 
Cynarospermum · 
Cyphacanthus · 
Danguya · 
Dasytropis · 
Dichazothece · 
Dicladanthera · 
Dicliptera · 
Dischistocalyx · 
Duosperma · 
Dyschoriste · 
Ecbolium · 
Echinacanthus · 
Elytraria · 
Encephalosphaera · 
Eranthemum · 
Eremomastax · 
Filetia · 
Fittonia · 
Forcipella · 
Glossochilus · 
Graphandra · 
Graptophyllum · 
Gymnostachyum · 
Gypsacanthus · 
Hansteinia · 
Haplanthodes · 
Harpochilus · 
Hemigraphis · 
Henrya · 
Herpetacanthus · 
Heteradelphia · 
Holographis · 
Hoverdenia · 
Hulemacanthus · 
Hygrophila · 
Hypoestes · 
Ichthyostoma · 
Isoglossa · 
Isotheca · 
Jadunia · 
Justicia · 
Kalbreyeriella · 
Kosmosiphon · 
Kudoacanthus · 
Lankesteria · 
Leandriella · 
Lepidagathis · 
Megalochlamys ·
Ruellia · 
Strobilanthes · 
Thunbergia · 
...